# Creston (Iowa)
Creston es una ciudad situada en el condado de Union, en el estado de Iowa, Estados Unidos. Según el censo de 2010 tenía una población de 7.834 habitantes.

## Geografía
Según la Oficina del Censo de los Estados Unidos, la localidad tiene un área total de 13,6 km², de los cuales 13,44 km² corresponden a tierra firme y el restante 0,16 km² a agua, que representa el 1,18% de la superficie total de la localidad.

## Demografía
Según el censo de 2010, había 7834 personas residiendo en la localidad. La densidad de población era de 576,03 hab./km². Había 3773 viviendas con una densidad media de 277,43 viviendas/km². El 96,03% de los habitantes eran blancos, el 1,03% afroamericanos, el 0,31% amerindios, el 0,63% asiáticos, el 0,03% isleños del Pacífico, el 0,77% de otras razas, y el 1,21% pertenecía a dos o más razas. El 2,34% de la población eran hispanos o latinos de cualquier raza.